# Học thuyết Fukuda

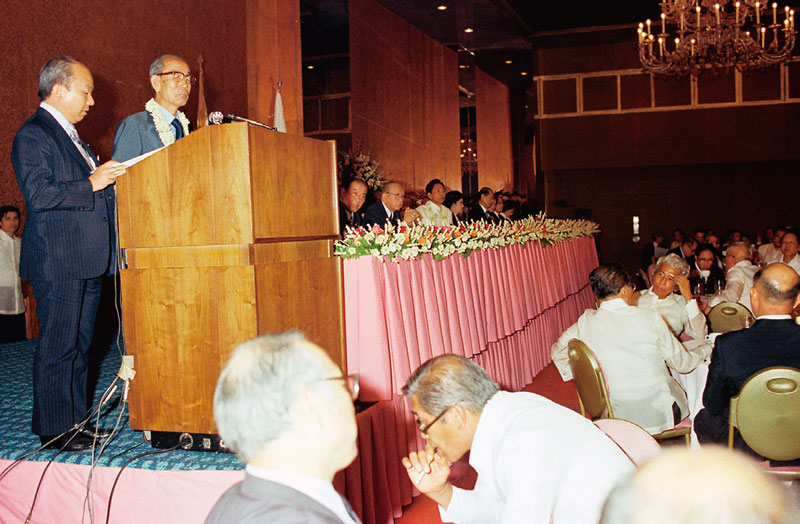
Fukuda Takeo phát biểu hình thành Học thuyết Fukuda tại khách sạn Manila ở Philippines

Học thuyết Fukuda (Tiếng Nhật 福田ドクトリン) là học thuyết phát triển dựa trên bài phát biểu của thủ tướng Nhật Bản Takeo Fukuda năm 1977 khi đi thăm các nước thành viên ASEAN, ông đã phát biểu tại Manilia, trong đó trình bày chính sách đối ngoại của Nhật Bản.
Thủ tướng Fukuda cam kết rằng Nhật Bản sẽ không bao giờ trở thành một cường quốc quân sự và sẽ xây dựng mối quan hệ tin cậy với các nước Đông Nam Á trên nhiều lĩnh vực, tác tích cực với ASEAN và các nước thành viên trong nỗ lực của chính họ, với tư cách là một đối tác bình đẳng. Học thuyết Fukuda đóng vai trò là nền tảng cho chính sách ngoại giao hiện tại và tương lai của Nhật Bản đối với phần còn lại của châu Á.

## Bối cảnh
Vào những năm 1970, tình hình quốc tế có nhiều thay đổi lớn, các chế độ chống cộng sản ở Đông Nam Á như Nam Việt Nam, Campuchia, Lào lần lượt sụp đổ, ba nước ở bán đảo Đông Dương đều thành lập chế độ cộng sản, đe dọa an ninh quốc tế. của các nước láng giềng khác trong khu vực Đông Nam Á, đặc biệt là Thái Lan và Malaysia. Các lực lượng phi hệ thống, phi chính phủ ở các nước Đông Nam Á cũng được cổ vũ bởi thắng lợi của Đảng Cộng sản ở Đông Dương; Liên Xô cũng lợi dụng việc Hoa Kỳ rút khỏi Đông Dương để lấp đầy khoảng trống quyền lực ở Đông Nam Á trong các nước Đông Nam Á lo sợ hệ thống đang tồn tại sẽ bị lật đổ.
Đồng thời, năm quốc gia Đông Nam Á (Singapore, Malaysia, Philippines, Thái Lan và Indonesia) đã thành lập Hiệp hội các quốc gia Đông Nam Á (ASEAN) vào những năm 1960 để tăng cường hợp tác khu vực và phát triển kinh tế ở Đông Nam Á. Mối quan hệ giữa Nhật Bản và Đông Nam Á ngày càng thân thiết, Đông Nam Á trở thành một trong những thị trường xuất khẩu quan trọng của Nhật Bản. Nhật Bản và Đông Nam Á cũng phải hợp tác với nhau để đối phó với mối đe dọa của chủ nghĩa cộng sản. Gần một nửa số vốn ODA (Hỗ trợ phát triển chính thức) của Nhật Bản được phân bổ cho 5 nước ASEAN.
Tuy nhiên, với sự gia tăng mạnh xuất khẩu của Nhật Bản sang Đông Nam Á, các ngành công nghiệp địa phương ở các nước Đông Nam Á trở nên khó khăn; đầu tư quá mức của Nhật Bản vào Đông Nam Á và dòng khách du lịch cũng đã vấp phải sự phản đối của người dân Đông Nam Á, gây ra xung đột thương mại giữa hai bên. Khi Thủ tướng Kakuei Tanaka đến thăm Đông Nam Á vào năm 1974, ông đã gặp phải các cuộc bạo động chống Nhật chưa từng có, được coi là những người bao vây các đại sứ quán Nhật Bản, các công ty Nhật Bản và đốt cháy ô tô Nhật Bản để bày tỏ sự bất mãn. Với sự gia tăng nhanh chóng sức mạnh quốc gia của Nhật Bản, các quốc gia ở Đông Nam Á cũng lo ngại rằng Nhật Bản sẽ quay trở lại con đường của một cường quốc quân sự.

## Quá trình
Tháng 8 năm 1977, Takeo Fukuda đến thăm Đông Nam Á, tham dự Hội nghị thượng đỉnh mở rộng ASEAN tại Manila và có bài phát biểu với tiêu đề "Chính sách Đông Nam Á của Nhật Bản", đề xuất ba nguyên tắc ngoại giao đối với Đông Nam Á. Đồng thời, khi gặp lãnh đạo 4 nước ASEAN (Tổng thống Philippines Ferdinand Marcos, Thủ tướng Singapore Lý Quang Diệu, Tổng thống Indonesia Suharto và Thủ tướng Thái Lan Tanin Gawiqian), đã đề xuất rằng Nhật Bản chi 10 tỷ yên để thành lập "Quỹ trao đổi văn hóa" và đồng ý với "Dự án hợp tác công nghiệp hóa chung" do ASEAN đề xuất (số tiền hợp tác theo kế hoạch là 100 tỷ yên), đồng thời long trọng cam kết Nhật Bản sẽ không trở cường quốc quân sự, ông chỉ ra rằng an ninh quốc gia không phụ thuộc vào sức mạnh quân sự, mà là sự ổn định của sinh kế người dân. Ông cũng chỉ ra rằng ba nước Đông Dương có tình cảm dân tộc mạnh mẽ, và họ cần được thông cảm và tôn trọng, và họ không nên bị ép buộc vào vòng tay của Liên Xô và Trung Quốc.

## Nội dung
Nội dung học thuyết Fukuda gồm 3 điêm chủ yếu như sau:
- Nhật Bản sẽ không trở thành một siêu cường quân sự và sẽ đóng góp cho hòa bình và thịnh vượng thế giới.
- Xây dựng mối quan hệ tin cậy từ trái tim đến trái tim với từng thành viên của Hiệp hội các quốc gia Đông Nam Á (ASEAN).
- Nhật Bản và ASEAN là đối tác bình đẳng, và Nhật Bản sẽ đóng góp cho hòa bình và thịnh vượng của các nước ASEAN.

## Ảnh hưởng

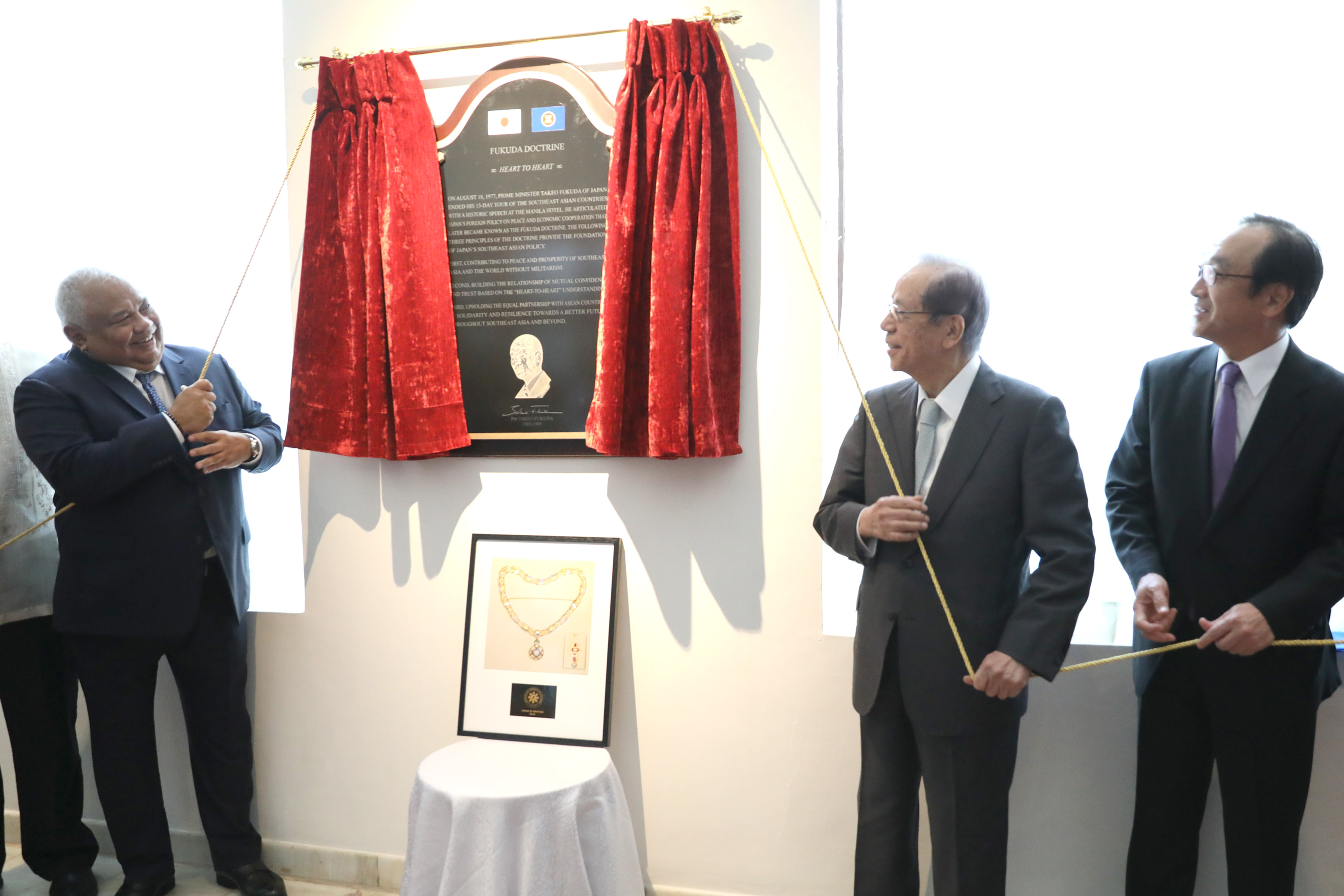
Lễ khánh thành bảng kỷ niệm việc hình thành Học thuyết Fukuda tại khách sạn Manila ở Philippines vào ngày 1 tháng 10 năm 2018.

Học thuyết Fukuda là lần đầu tiên Nhật Bản làm rõ chính sách đối ngoại của mình đối với Đông Nam Á sau chiến tranh, và các chính sách tiếp theo của Nhật Bản đối với Đông Nam Á về cơ bản duy trì các nguyên tắc của Học thuyết Fukuda. Nhật Bản đề xuất thiết lập mối quan hệ tin cậy với ASEAN trên cơ sở "có đi có lại" và thúc đẩy giao lưu một cách toàn diện. Mặc dù  không phải là lần đầu tiên Thủ tướng Nhật Bản tuyên bố nguyên tắc hòa bình "không phải là một cường quốc quân sự" một cách rõ ràng và chi tiết sau chiến tranh, nhưng tuyên bố này đã làm giảm đáng kể mối lo ngại của các nước châu Á về mối đe dọa quân sự có thể xảy ra của Nhật Bản. Kể từ đó, mối quan hệ giữa Nhật Bản và các nước Đông Nam Á ngày càng sâu sắc, thúc đẩy sự phát triển kinh tế và hỗ trợ lẫn nhau của cả hai bên, và ảnh hưởng của Nhật Bản trong các vấn đề Đông Nam Á cũng tăng lên rất nhiều.